# Scarlet (Marvel Comics)
Scarlet (Scarlet Witch), il cui vero nome è Wanda Maximoff, è un personaggio dei fumetti statunitensi, creato da Stan Lee (testi) e Jack Kirby (disegni), pubblicato dalla Marvel Comics. La sua prima apparizione avviene in X-Men (vol. 1) n. 4 (marzo 1964).
Scarlet è la sorella gemella di Quicksilver; inizialmente una supercriminale avversaria degli X-Men, è successivamente diventata una supereroina tra i principali membri dei Vendicatori. Nonostante per anni si sia creduto che lei e il fratello fossero mutanti figli di Magneto, tale parentela è stata successivamente smentita ed è stato rivelato come in realtà i poteri dei due derivino dagli esperimenti dell'Alto Evoluzionario.

## Storia editoriale
Apparsa per la prima volta ed opera del team creativo composto da Stan Lee e Jack Kirby su X-Men (vol. 1) n. 4, datato marzo 1964, Scarlet, assieme al fratello Quicksilver, è successivamente divenuta una dei personaggi principali della testata dedicata ai Vendicatori fin dal numero 16 (maggio 1965), intrecciando, nel corso della serie, una relazione sentimentale con l'androide Visione che lo sceneggiatore Roy Thomas ha giustificato dicendo: «Sentivo che una storia d'amore di qualche tipo avrebbe aiutato lo sviluppo del personaggio in The Avengers, e Visione era un ottimo candidato, perché è apparso solo in quella rivista [...] come ha fatto Wanda, per quello che conta. Così sono diventati una coppia, per semplici considerazioni pratiche».
Dopo il matrimonio tra i due personaggi in Giant-Size Avengers n. 4, del giugno 1975, è stata loro dedicata una miniserie di quattro numeri scritta da Bill Mantlo e disegnata da Rick Leonardi, Vision and the Scarlet Witch (novembre 1982-febbraio 1983), seguita da una breve testata dal titolo omonimo pubblicata per 12 numeri (ottobre 1985-settembre 1986), disegnata da Richard Howell e scritta da Steve Englehart, che nel frattempo prende le redini di The Avengers concentrandosi molto sul personaggio di Scarlet, espandendo considerevolmente i suoi poteri e spiegando che: «Avendo deciso che sarebbe stata un giocatore a pieno titolo, poi ha sviluppato naturalmente una personalità più assertiva, e volevo sapere di più sui suoi poteri definiti piuttosto vagamente da quando li utilizzava più spesso. Potrei certamente averla spinta più verso il limite dello spettro mutante, ma sembrava che il nome 'strega' potesse essere più di un semplice nom de guerre da supereroe, così sono andato in quella direzione». Nel 1998 George Pérez realizza un nuovo costume per il personaggio caratterizzandolo con una forte influenza rom che tuttavia viene dismesso poco dopo dal suo successore ai disegni della testata, Alan Davis.
Scarlet ha un ruolo chiave negli eventi delle saghe Avengers Disassembled e House of M, che incidono pesantemente su tutto l'Universo Marvel, tanto che proprio per i suoi poteri il critico Don Markstein l'ha definita diversa da qualunque altro supereroe. Dopo qualche anno di assenza dalle pubblicazioni, Scarlet ritorna sulle pagine di Avengers: The Children's Crusade (settembre 2010-maggio 2012) divenendo poi una dei protagonisti della serie Uncanny Avengers, dove lo sceneggiatore Rick Remender opera una manovra di ret-con che modifica drasticamente le sue origini e il suo status di mutante. Con il riavvio delle testate Marvel Comics consequenziale al crossover Secret Wars, il personaggio ottiene una testata autonoma scritta da James Robinson.

## Biografia del personaggio

### Origini
Nati sul Monte Wundagore, in Transia, adottati dai rom Django e Marya Maximoff, Wanda e Pietro sono la seconda nascita gemellare della coppia dopo Ana e Mateo. Al momento della loro nascita il demone Chthon (sigillato sotto il monte) provoca una tempesta mistica che influenza il loro genoma, in particolar modo quello di Wanda, che diviene predisposta alla magia poiché designata come suo futuro corpo ospite. Tempo dopo l'Alto Evoluzionario li rapisce e compie su di loro esperimenti che li dotano di poteri latenti ma, rimanendo insoddisfatto dei risultati, incarica poi una sua creatura, Bova, di riportarli alla loro famiglia. Durante il tragitto, l'essere assiste al parto della supereroina avvelenata da radiazioni Miss America senza riuscire a salvare né lei né i bambini, motivo per il quale cerca di convincere suo marito Robert Frank che Pietro e Wanda siano i suoi figli sopravvissuti ma egli, sconvolto, fugge via. Restituiti ai Maximoff, i gemelli sono comunque costretti a separarsi dai genitori poiché i poteri di manipolazione delle probabilità di Wanda iniziano a manifestarsi in maniera del tutto casuale e incontrollata provocando un incendio nel loro campo rom da cui essi sono i soli a salvarsi grazie alla provvidenziale manifestazione della velocità supersonica di Pietro.

### Confraternita dei Mutanti Malvagi
Per anni i gemelli vivono attraversando l'Europa dell'Est, nascondendosi e scappando da un villaggio all'altro finché, a causa dei suoi poteri, Wanda viene accusata di essere una strega e, come tale, quasi messa al rogo, non fosse per il provvidenziale intervento di Magneto che, in seguito, li recluta nella sua Confraternita dei mutanti malvagi. Wanda e Pietro, inizialmente spinti dalla gratitudine nei confronti di Magneto, accettano, e insieme affrontano gli X-Men in numerose occasioni, pur nutrendo una certa riluttanza verso le ideologie del leader. Wanda dimostra fin dai primi numeri un carattere dolce e gentile, non priva però di una forte determinazione che la porta a contrastare Magneto perché non uccida gli avversari.
Nel momento in cui il gruppo si scioglie per via della sparizione di Magneto e Toad (rapiti dallo Straniero), Pietro e Wanda decidono che il loro debito di gratitudine nei confronti del signore dei metalli è ripagato appieno.

### Vendicatori
Poco tempo dopo, i gemelli vengono contattati da Tony Stark, che propone loro la seconda formazione dei Vendicatori, assieme a Capitan America e Occhio di Falco,. I due rimangono nella squadra per diverso tempo venendo reputati, all'epoca, i primi e per diverso tempo gli unici membri mutanti del gruppo.
Durante la militanza con il gruppo, inoltre, i gemelli hanno modo di comprendere la malvagità di Magneto e di riappacificarsi con gli X-Men. A lungo convalescente dopo essere stata ferita in missione, e in seguito rapita da Arkon, tornata operativa, Scarlet si innamora del nuovo membro della squadra, l'androide noto come Visione (originariamente un'arma creata da Ultron); la relazione che ne nasce, seppur travagliata, finisce per essere accettata dall'intera squadra, tanto da culminare in un insolito matrimonio.

Scarlet nera, disegnata da John Byrne.

Contemporaneamente i suoi poteri continuano a crescere, motivo per il quale viene addestrata all'uso della magia da una vera strega: Agatha Harkness. Parallelamente all'arrivo alla base dei Vendicatori di Trottola (Robert Frank), che afferma di essere il padre biologico dei due (come dettogli da Bova anni prima), Scarlet viene posseduta da Chthon secondo il progetto messo in atto alla sua nascita; una volta cacciato il demone, viene rivelato che Frank non ha alcuna parentela con i due e Magneto, convintosi a sua volta di essere il padre dei gemelli, si presenta alla nascita di Luna, figlia di Quicksilver e dell'inumana Crystal, mettendoli al corrente della notizia.
Presasi un periodo di pausa assieme al marito, Wanda si ritira in New Jersey e dà alla luce due gemelli: Thomas e William, questo nonostante il marito non fosse umano ma un androide. Con la nascita dei figli, Scarlet e Visione decidono di stabilirsi definitivamente in New Jersey ed entrano nei Vendicatori della Costa Ovest.
A seguito di una missione che lascia Visione privo di emozioni umane, viene rivelato che i figli di Wanda sono stati concepiti grazie ai suoi poteri: essa infatti ha infuso nei loro corpi delle anime inconsciamente sottratte al signore degli inferi Mefisto che, furioso per lo stratagemma di Scarlet, la affronta per riavere i bambini riuscendo apparentemente a ucciderli nella battaglia sebbene in realtà, gli spiriti dei bambini si trasferiscano in due nuovi corpi nati in luoghi diversi e, una volta cresciuti, diventino Speed e Wiccan dei Giovani Vendicatori.
Il ricordo dei due figli viene rimosso dalla memoria di Wanda grazie a un incantesimo di Agatha Harkness, tuttavia una serie di eventi drammatici, tra cui essere lasciata da Visione, la portano a cadere in stati di depressione profonda architettati da Immortus per poterla indebolire, catturare ed usare come fonte di energia. Soccorsa dalle grinfie del criminale grazie ai Vendicatori, Scarlet, come effetto collaterale, recupera la memoria e perde temporaneamente il controllo dei propri poteri che, tuttavia, le viene restituito poco dopo dal Dottor Strange e da Agatha Harkness. Brevemente nominata leader dei Vendicatori della Costa Ovest, lascia in seguito il gruppo e fonda la fallimentare squadra Force Works, che in seguito scioglie per tornare nei Vendicatori assieme a Occhio di Falco, riconciliandosi finalmente con Visione.
Nel frattempo però, il pensiero costante dei due bimbi perduti porta Scarlet alla follia, in un'escalation di distruzione involontaria che provoca lo scioglimento dei Vendicatori e la morte di alcuni membri. Involontariamente i suoi poteri iniziano a riscrivere la realtà, dapprima in maniera innocua: provoca in Iron Man i sintomi di una sbornia mentre tiene un discorso alle Nazioni Unite, seduce Capitan America e altera la personalità di Falcon facendo riemergere alcuni lati del suo passato criminale. In seguito il suo potere attacca i Vendicatori direttamente: fa esplodere la loro base uccidendo Scott Lang (il secondo Ant-Man), crea un'orda di copie di Ultron dal corpo di Visione, uccidendolo, e modifica il cervello di She-Hulk tramutandola in una creatura selvaggia e aggressiva quanto il cugino, per poi aizzarla contro i compagni ferendo gravemente Wasp e la nuova Capitan Bretagna (Kelsey Leigh). Infine crea dal nulla un'intera armata di aerei Kree nel centro di Manhattan provocando nello scontro successivo la coraggiosa dipartita di Occhio di Falco.
Solo grazie all'aiuto del Dottor Strange, i Vendicatori riescono a farle rinsavire temporanemante, trasportandola poi a Genosha per metterla sotto osservazione da parte di Magneto, Charles Xavier e lo stesso Strange, nella speranza che possa recuperare il controllo sui suoi poteri di manipolazione della realtà.

### House of M e Decimation
Mentre i Vendicatori e gli X-Men decidono del suo destino a New York, Pietro, temendo per la sua vita, la convince a cambiare radicalmente la realtà, trasformando la Terra in un mondo in cui i mutanti sono una maggioranza e gli uomini normali una minoranza, dove la casata di M (la famiglia di Magneto, appunto) è unita ed è la più potente del mondo.
Layla Miller e Wolverine riescono però a ricordare gli eventi della loro vita precedenti al mutamento causato da Scarlet e, ritenendo Magneto responsabile di quanto accaduto, ripristinano i ricordi di alcuni eroi e tentano di sconfiggerlo.
Durante la battaglia, Strange e il redivivo Occhio di Falco (resuscitato da Wanda stessa) si accorgono però che Scarlet non si rende nemmeno più conto di quanto sta avvenendo o di ciò che ha fatto; ma quando Magneto scopre quanto ordito da Quicksilver e lo uccide davanti agli occhi di Wanda essa, distrutta dal dolore e dalla rabbia per il padre, fa ritornare il mondo com'era, eliminando però i poteri mutanti dalla quasi totalità della popolazione mondiale.
Wanda si ritira dunque in Transia, sulle montagne esteuropee che le hanno dato i natali, nascondendosi da chi la cerca. Viene in seguito rintracciata prima da Occhio di Falco, desideroso di scoprire perché lei lo avesse prima ucciso e poi riportato in vita, e poi dalla Bestia; ma entrambi si accorgono che Wanda ha perso ogni ricordo della sua vita passata.

### La Crociata dei Bambini
Dopo aver scoperto che la Scarlet residente su Wundagore altri non è che un Doombot, i Giovani Vendicatori e Magneto si recano a Latveria seguiti dai Vendicatori e da Quicksilver. Qui trovano la vera Wanda, priva di poteri e memoria, ed in prossimità di nozze col Dottor Destino; Iron Lad la accompagna dunque nel passato per farle ritornare la memoria e, sebbene nell'alterazione temporale conseguita dal viaggio riesca a salvare la vita di Scott Lang, Wanda cade in uno stato di profonda depressione, sentendosi in colpa per quello che ha fatto ai Vendicatori, a suo fratello e a suo padre. Dissuasa dal suicidio dai Giovani Vendicatori, Wanda scopre che Magneto, Quicksilver e i suoi figli sono ancora vivi e, riconosciuti in Wiccan e Speed i propri bambini, decide di farsi aiutare da loro a riparare ai danni fatti in passato. Bestia e X-Factor, sopraggiunti, le chiedono dunque se sia in grado di annullare l'incantesimo "basta mutanti" ed essa, incerta, fa un tentativo riuscendo a restituire i poteri al mutante depotenziato Rictor. La successiva battaglia tra X-Men e Vendicatori per decidere cosa farne di Wanda, costringe la donna a tornare da Destino, il quale rivela che l'aumento di poteri di Wanda è derivato dall'aver tentato di usare la Forza Vitale per resuscitare i suoi figli, ma l'eccessiva potenza richiesta da tale entità magica ha fatto sì che Wanda perdesse il controllo. Con l'aiuto di Wiccan, Destino cerca di estrarre l'entità da Wanda allo scopo di ridare i poteri ai mutanti ma, raggiunto dai Giovani Vendicatori, diviene evidente che il vero scopo di Destino è appropriarsi dei poteri illimitati di Scarlet che, una volta ottenuti, lo rendono paragonabile all'Arcano o a chi brandisce il Cubo Cosmico; in seguito perde questi poteri grazie all'intervento dei Giovani Vendicatori, i quali convincono poi sia i Vendicatori che gli X-Men a lasciare in pace Wanda poiché incolpandola non si risolverebbe nulla. Ciclope acconsente e si dichiara d'accordo ma ammonisce Wanda che, semmai si rivoltasse di nuovo contro gli eroi, la ucciderebbe.

### Uncanny Avengers
Passato un po' di tempo da sola nel tentativo di riscoprire se stessa prima di decidere che cosa fare della sua vita, Wanda tenta in seguito di tornare nei Vendicatori accompagnata da Miss Marvel e dalla Donna Ragno ma, nonostante il sostegno delle due, giunta alla villa del gruppo viene allontanata dall'ex-marito, il quale le intima non ci sia più posto per lei tra gli eroi. Nonostante tale brusco allontanamento però, Wanda rimane fedele alla squadra correndo in loro soccorso durante la guerra tra Vendicatori e X-Men, soccorrendo Hope Summers ed aiutandola a sconfiggere la Forza della Fenice, distruggendola pronunciando le parole "No More Phoenix" contemporaneamente l'incantesimo che aveva depotenziato i mutanti nell'M-Day. Successivamente viene reclutata nella nuova formazione di Vendicatori detta "Squadra Unione", assieme a Wasp e Wonder Man.
Quando Teschio Rosso entra in possesso dei poteri di Onslaught Wanda tenta di sconfiggerlo eseguendo, assieme al Dottor Strange, un incantesimo che finisce per convertire la bussola morale di numerosi eroi presenti nei paraggi, tra cui la stessa Scarlet, che dunque diviene malvagia finché non viene annullato. Durante tale periodo riesce a scoprire, grazie alla magia, che Magneto non è veramente padre suo e di Quicksilver, motivo per il quale fa un viaggio a Wundagore insieme al fratello e scopre la verità sulle sue origini dall'Alto Evoluzionario.

## Poteri e abilità
Wanda è dotata di immensi poteri (a lungo ritenuti di natura mutante) relativi alla distorsione della realtà spazio-temporale e all'alterazione delle probabilità; inoltre, essendo nata durante un evento soprannaturale legato al demone Chthon, i suoi poteri sono stati accresciuti mischiandosi a innate facoltà magico-mistiche. Come conseguenza Wanda può intervenire sulla realtà per modellarla a suo piacimento, sebbene per molti anni tale capacità si sia limitata ad interventi relativamente ristretti, circoscritti al suo raggio visuale, piuttosto caotici e incontrollabili, tanto che lei stessa li definisce "Magia del Caos", sebbene il Dottor Strange neghi che esista tale definizione della magia. Inizialmente i suoi "colpi d'incanto" (Hex Bolt), manifestati tramite raggi o sfere di energia rossa, agivano in maniera piuttosto imprevedibile, modificando soprattutto le probabilità legate alla buona e alla cattiva fortuna ma, negli anni, Wanda ha imparato a focalizzare ed indirizzare meglio il suo potere, in colpi "magici" quali: deviare le traiettorie di proiettili o raggi d'energia, creare o disintegrare oggetti, incendiare o far esplodere le cose, creare scudi o campi di forza, manipolare l'aria (ad esempio svuotando un ambiente dell'ossigeno), levitare e spostare gli oggetti con la mente. Possiede inoltre la capacità di manipolare qualsiasi forma di energia, assorbirla o scagliare raggi o sfere di energia rossa. Nonostante per abitudine accompagni l'utilizzo del suo potere a gesti o frasi, esso dipende unicamente dal suo pensiero. Wanda può, inoltre, controllare la mente delle persone, innestare finti ricordi o eliminarne e creare illusioni essendo una delle telepati più potenti al mondo e può usare magie come rune o incantesimi. Inoltre Wanda è anche immune alla Forza Fenice e ha il potere di creare o distruggere la vita connettendosi alla forza immensa chiamata energia vitale.
Il più grande punto debole di Scarlet risiede tuttavia proprio nell'instabilità dei suoi poteri magici di livello cosmico potenzialmente illimitati; difatti la sua instabilità mentale e i suoi eccessi emotivi possono portare a stravolgimenti della realtà. L'esempio più noto è in House of M, dove crea un mondo governato dai mutanti per poi cancellare tutto in un momento di rabbia con la frase «Basta mutanti» (in originale: «No more mutants»), riducendo drasticamente la popolazione mutante sulla Terra privandone diversi milioni del gene mutante e, in alcuni casi, uccidendoli. Ciò ha portato Wanda ad avere molto timore dei suoi poteri; tuttavia dopo gli eventi de La Crociata dei Bambini, sembrerebbe che le capacità di Scarlet siano tornate a livelli molto più bassi.
Oltre alle sue capacità mutanti, Wanda è una esperta combattente, istruita personalmente da Capitan America e Occhio di Falco, nonché un'abile stratega formatasi nel corso di numerosi anni tra i Vendicatori, partecipando ad una infinità di missioni.
Prima che la paternità di Magneto e il suo status di mutante fossero definitivamente smentiti, Wanda era inoltre considerata la più potente mutante dell'universo Marvel.

## Altre versioni

### 1602
In 1602, suor Wanda e suo fratello Petros sono i figli dell'inquisitore della Chiesa Spagnola Enrique.

### Amalgam
Scarlet è stata usata, assieme a dei personaggi DC Comics, per creare due personaggi Amalgam Comics:
- la Strega Bianca (White Witch): nata dalla fusione con la maga Zatanna e la Strega Bianca della Legione dei Super-Eroi;
- l'Antimonio: membro dei Magnetic Men di Magneto, nata dalla fusione con Platino, membro dei Metal Men.

### L'era di Apocalisse
Nella saga L'era di Apocalisse, Wanda è un membro degli X-Men di Magneto e muore cercando di difendere la base della squadra sul monte Wundagore. Le sue ultime parole, rivolte all'ultima arrivata in squadra, Rogue, sono di prendersi cura di suo padre.

### Rinascita degli Eroi
Essendo una dei Vendicatori che hanno affrontato Onslaught, per un certo periodo Scarlet è rimasta intrappolata nell'universo alternativo de La Rinascita degli Eroi, in cui è la figlia adottiva di Agatha Harkness e l'Incantatrice si dichiara sua madre biologica.

### Exiles
Sulla testata Exiles ha fatto la sua apparizione una versione alternativa di Wanda proveniente dalla Terra-8823 e, per un certo periodo, ha fatto parte del team di viaggiatori interdimensionali ma è successivamente morta sul campo ed è stata sostituita, a insaputa degli altri membri, da un'ulteriore versione alternativa.

### Vendicatori/JLA
Nel crossover Vendicatori/JLA Scarlet esordisce sconfiggendo Starro con l'aiuto di Ms. Marvel e Visione; scopre in seguito che nell'Universo DC la "Magia del Chaos" è più forte che nell'Universo Marvel ma come effetto collaterale la fa star male. Dopo aver impedito, grazie all'aiuto di Lanterna Verde, che Krona riuscisse a fondere i due universi si unisce alla Justice League nella battaglia finale.

### Marvel Noir
Nella serie X-Men Noir, Wanda Magnus è l'altolocata figlia dell'ispettore capo Eric Magnus.

### Marvel Zombi
Nella serie Marvel Zombi, Scarlet viene zombieficata nella prima miniserie e, in seguito ricompare nel terzo spin-off.

### MC2
Nel futuro alternativo di MC2, compare una versione invecchiata di Scarlet la quale, caduta in coma dopo uno scontro al fianco dei Vendicatori, viene risvegliata da Loki e manipolata per attaccare i vecchi compagni ma riesce in seguito a tornare in sé.

### Ultimate

Ultimate Quicksilver e Scarlet disegnati da Bryan Hitch.

Nell'universo Ultimate Wanda Lensherr/Scarlet ha inizialmente combattuto contro gli Ultimate X-Men al fianco di Magneto e, in seguito, lei e suo fratello Quicksilver (con cui ha una relazione incestuosa) si sono uniti agli Ultimates. Apparentemente uccisa da Ultron, l'androide creato da Hank Pym e innamoratosi di lei, che in seguito si scopre aver agito sotto il controllo del Dottor Destino, Wanda ricompare diverso tempo dopo a Wundagore assieme a Teddy (figlio mutante di Blob) e Mystica, ma si scopre poi trattarsi solo di un'illusione creata, al pari della ricomparsa di Magneto in Egitto, da Apocalisse.
La differenza principale tra i poteri della versione classica di Scarlet e quella Ultimate è che per farli funzionare, la Scarlet Ultimate deve "fare i conti", ossia deve calcolare matematicamente la probabilità che qualcosa accada per poterlo modificare, e maggiore è l'improbabilità della sua manipolazione maggiore è la difficoltà della formula matematica di cui dovrà servirsi.

### What If?
In uno scenario autoconclusivo della serie fuori continuity What If?, che ipotizza cosa sarebbe successo se gli X-Men fossero morti tutti eccetto la Bestia nella loro prima missione, Scarlet e Quicksilver sono due alleati del mutante nel momento in cui deve combattere gli Ani-Uomini del Conte Nefaria. Al termine della missione Bestia propone loro di unirsi a lui ma essi rifiutano dicendosi però disposti a altre collaborazioni future.

## Altri media

### Cinema

#### Progetti non realizzati
Nel film del 2003 X-Men 2, il nome di Wanda e quello del fratello compaiono nella lista che Mystica sfoglia nell'ufficio di Stryker; inoltre, in X-Men - Giorni di un futuro passato, il personaggio sarebbe dovuto comparire in una scena, in seguito tagliata.

### Marvel Cinematic Universe
Nel franchise del Marvel Cinematic Universe, Wanda Maximoff, alias Scarlet Witch, è interpretata da Elizabeth Olsen. Sia Olsen che Aaron Taylor-Johnson, il quale interpreta Quicksilver nel Marvel Cinematic Universe, hanno firmato un contratto per più pellicole. Wanda appare per la prima volta in una scena durante i titoli di coda nel film Captain America: The Winter Soldier (2014), prima di apparire nei film Avengers: Age of Ultron (2015), Captain America: Civil War (2016), Avengers: Infinity War (2018) e Avengers: Endgame (2019). Da settembre 2018, i Marvel Studios hanno iniziato lo sviluppo di diverse serie limitate per il servizio streaming di Disney, Disney+, incentrate su personaggi secondari dei film del Marvel Cinematic Universe che non hanno ricevuto e che probabilmente non avrebbero ricevuto in seguito un proprio film, come Scarlet Witch, con Elizabeth Olsen che avrebbe dovuto riprendere il suo ruolo. Il titolo della miniserie televisiva è stato poi rivelato essere WandaVision (2021), con il secondo protagonista Paul Bettany nei panni di Visione. La miniserie tv è stata trasmessa a partire da gennaio 2021. Wanda ritorna come antagonista principale nel film Doctor Strange nel Multiverso della Follia (2022), in cui Scarlet Witch viene occasionalmente definita come la terza donna degli antagonisti principali nella serie di film del Marvel Cinematic Universe, dopo Hela (in Thor: Ragnarok) e Ghost (in Ant-Man and the Wasp). Le varianti alternative del personaggio fanno la sue comparse nelle serie animate What If...? (2021) e Marvel Zombies (2025).

### Televisione
- Scarlet, con Quicksilver e Occhio di Falco, compare in The Marvel Super Heroes.
- Scarlet compare in Insuperabili X-Men.
- Scarlet compare in Iron Man, doppiata in originale da Katherine Moffat e in italiano da Roberta Pellini. In questa versione il suo nome è Wanda Frank, ha i capelli corti ed è rivale in amore di Julia Carpenter per il cuore di Tony Stark.
- Scarlet appare come una dei potagonisti in I Vendicatori, doppiata in originale da Stavroula Logothettis e in italiano da Daniela Fava. In questa versione è bruna ed è solita usare la formula "Venti del destino, cambiate!" prima di scagliare i suoi incantesimi.
- Scarlet compare in X-Men: Evolution.
- Scarlet compare in Wolverine e gli X-Men, doppiata in italiano da Renata Bertolas. In questa versione è l'interesse amoroso di Nightcrawler.
- Scarlet compare in Super Hero Squad Show.
- Scarlet compare in un cameo in Ultimate Spider-Man.
- Scarlet, con Quicksilver, compare in Disk Wars: Avengers.

### Videogiochi
- Scarlet appare in Marvel Super Heroes.
- Scarlet appare come personaggio giocabile in 2005 X-Men Legends II: L'Era di Apocalisse.
- Scarlet appare come personaggio giocabile in Marvel Super Hero Squad: The Infinity Gauntlet.
- Scarlet appare come personaggio giocabile in Marvel Super Hero Squad Online.
- Scarlet appare come personaggio giocabile in Marvel Super Hero Squad: Comic Combat.
- Scarlet appare in Ultimate Marvel vs. Capcom 3 con Wiccan e il Dottor Strange.
- Scarlet appare in Marvel: Avengers Alliance.
- Scarlet appare in Marvel: Avengers Alliance Tactics.
- Scarlet appare come personaggio giocabile in Marvel Avengers: Battle for Earth.
- Scarlet appare come personaggio giocabile in Marvel Heroes.
- Scarlet appare come personaggio giocabile in Marvel: Sfida dei campioni.
- Scarlet appare in LEGO Marvel's Avengers.
- Scarlet appare come personaggio giocabile in Marvel: La Grande Alleanza 3: L'Ordine Nero.
- Scarlet appare come personaggio giocabile in Marvel strike force.
- Scarlet appare come personaggio giocabile in Marvel Rivals.